# La Fayette (F710)
La fragata La Fayette (F710) es la cabeza de serie de las cinco fragatas furtivas de su su clase. Fue puesta en gradas en 1990, botada en 1992 y asignada a la Marine nationale (Francia) en 1996.

## Construcción y características
Esta fragata de la clase La Fayette fue construida por DCN en Lorient. Fue colocada la quilla en 1990. Fue botado el casco en 1992. Y fue asignada en 1996, permaneciendo en servicio actualmente.

### Características
Fragata de 3600 t de desplazamiento y 125 m de eslora; con propulsión de cuatro motores diésel (velocidad 25 nudos); armada de un (1) lanzamisil superficie-aire Crotale, ocho (8) misiles antibuque Exocet MM 40 Block 3, un (1) cañón de 100 mm y dos (2) cañones de 20 mm.